# Magda Kamińska
Pour les articles homonymes, voir Kamińska.
Magda Kamińska, née le 18 septembre 1986 à Bogatynia, est une joueuse professionnelle de squash représentant la Pologne. Elle atteint en janvier 2014 la 136e place mondiale sur le circuit international, son meilleur classement. Elle est championne de Pologne à quatre reprises entre 2014 et 2018.

## Biographie
Elle commence tardivement le squash, la Pologne ayant très peu de courts de squash. Jeune, elle pratique le badminton. Pendant ses études universitaires, elle s'inscrit à une compétition de racketlon combinant les quatre sports de raquette les plus pratiqués (tennis de table, badminton, squash, tennis). Ne connaissant pas le squash, elle s'initie à Liberec puis rencontre Dominika Witkowska, multiple championne de Pologne de squash, lors de la compétition de racketlon. Quand est créé en 2010 le Varsovie squash club, elle travaille à l'accueil et comme professeur.
Elle participe aux Jeux mondiaux de 2017 à Wrocław s'inclinant au premier tour face à Nele Gilis.

## Palmarès

### Titres
- Championnats de Pologne : 4 titres (2014-2016, 2018)